# Anton Gosar
Anton Gosar, slovenski geograf in germanist, * 17. januar 1945, Zrenjanin.

## Življenje in delo
Anton Gosar je redni profesor v pokoju in zaslužni profesor Univerze na Primorskem. 
Rodil se je v železničarski, slovensko-nemški družini oziroma materi Elizabeti (Keller) in očetu Francu 17. 1. 1945 v Zrenjaninu, Vojvodina, Srbija. Šest let po rojstvu se je družina preselila v družini matični Logatec, kjer je obiskoval osemletko in, kasneje, gimnazijo v Postojni. Po maturi se je vpisal na študij geografije in nemščine na Filozofski fakulteti v Ljubljani in študij absolviral na obeh stopnjah visokošolskega izobraževanja. Med študijem je sezonsko delal kot turistični vodič v Postojnski jami in v podjetju Kompas Jugoslavija. Na pobudo profesorja Vladimirja Klemenčiča se je po diplomi vključil v raziskovalno skupino na Ekonomsko-geografskem inštitutu Univerze v Münchnu, kjer so, pod vodstvom profesorja Karla Rupperta, strokovno proučevali razcvet jugoslovanskega turizma. 
Po enoletnem služenju vojaškega roka v hrvaških Našicah se je zaposlil na Inštitutu za geografijo Univerze v Ljubljani in se leta 1973 poročil s pravnico Katarino (Likar). Sedem let kasneje se je rodil sin David. Zaposlil se je na Filozofski fakulteti v Ljubljani in se osredotočil na proučevanje jugoslovanskih delovnih migracij v tujino. Na temelju raziskovanja te problematike v Avstriji, Nemčiji in Sloveniji, in ob pomoči nemške fundacije DAAD, je leta 1980 zaključil drugostopenjski študij z zagovorom magistrskega dela z naslovom »Geografska opredelitev regionalnega migracijskega cikla zdomcev med SR Slovenijo in inozemstvom«. V sosledju prijavljena doktorska raziskovalna teza »Počitniške hiše kot element transformacije slovenskih alpskih pokrajin« je vzbudila interes nacionalne Fulbrightove komisije in ameriške Univerze Kolorado v Boulderju (University of Colorado, Boulder). Ob podpori Fulbrightove štipendije je v letu 1981/1982 podiplomsko študiral in pridobil magistrski naziv (tudi) na omenjeni univerzi. Leta 1989 mu je Univerza Edvarda Kardelja podelila naziv doktor geografski znanosti. Napredoval je v učiteljski naziv docenta. Jeseni 1989 se je odzval vabilu dveh ameriških univerz in tri leta predaval in se strokovno udejstvoval v Portlandu, Or. (Portland State University) in v Springfieldu, Mo. (Southwest Missouri State University). 
Leta 1993 se je posvetil vodenju Oddelka za geografijo in kasneje tudi prodekanstvu Filozofske fakultete Univerze v Ljubljani. Imenovan je bil v izrednega in leta 1999 v rednega profesorja. Gostujoča predavanja na University of Canterbury v Christchurchu na Novi Zelandiji mu je v študijskem letu 1998/199 omogočila tamkajšnja Erskinova fundacija. Sodeloval je pri snovanju tretje slovenske univerze in postal leta 2003 dekan novo ustanovljene Fakultete za humanistične študije v Kopru. Po prvem mandatu je na Univerzi na Primorskem nadaljeval s pedagoškim in raziskovalnim delom. Na Fakulteti za turistične študije TURISTICA je kandidiral in bil izvoljen za dekana za obdobje 2011-15. Za tem se je upokojil. Živi v Ljubljani in Logatcu. 

## Pedagoška, raziskovalna in strokovna dejavnost
Na visokošolskih ustanovah doma in po svetu je predaval družbeno- in regionalnogeografske predmete s področij, ki so ga strokovno zanimale in raziskovalno širše angažirale - kot so: politična geografija, geografija turizma, demogeografija, ekonomska geografija in regionalna geografija sveta. 
Za družbeno odgovorno in resno znanstveno-raziskovalno delo ga je animiralo okolje in raziskovalna skupina na Ekonomsko-geografskem oddelku muenchenske univerze. Sodeloval ni le pri projektu zaradi katerega so ga povabili, ampak tudi pri nastajanju strokovne socialno-geografske teorije, ki je inovativno identificirala procese v prostorski stvarnosti in v dobršni meri spremenila poglede na zakonitosti, ki oblikujejo podobo sodobne (po)krajine. Znanje in izkušnje pri oblikovanju te paradigme so bile pomembno izhodišče za razumevanje prostorskih procesov v Sloveniji. Raziskovalni opus je najprej obogatil s preverjanjem družbenogeografskih učinkov “pretakanja” delovne sile in kapitala v in iz tujine. Za tem se je lotil ugotavljanja prostorskih učinkov rastoče rekreacije oziroma turizma (v Jugoslaviji). Osamosvojitev Slovenije je njegovo strokovno pot usmerila v proučevanje politične geografije, še posebej problematike meddržavnih meja na širšem območju JV Evrope. Ob zaključku profesionalne poti se je posvečal vsebinam trajnostnega, sonaravnega turizma.
V obdobju nastajanja Univerze na Primorskem je bil imenovan za podpredsednika Sveta za visoko šolstvo (2002 - 2006) in izvoljen na podpredsedniško mesto UNESCO Slovenija (2004 - 2008). Leta 1996 je bil izvoljen v prestižno Mednarodno akademijo za turistične študije (IAST). Bil je dolgoletni predsednik Slovenskega nacionalnega komiteja za geografijo. Angažma in vpetost v mednarodni geografski srenji sta pripomogli tudi k temu, da je bil leta 2004 imenovan za podpredsednika, dve leti kasneje pa za predsednika Komisije za politično geografijo IGU (Mednarodne zveze geografov); sedaj je njen častni podpredsednik. Spremljal in vodil je številne strokovne ekskurzije in tabore nemških, avstrijskih in ameriških geografov; strokovno razlago je posredoval tudi maturantom Zvezne gimnazije za Slovence iz Celovca na njihovem vsakoletnem maturantskem izletu po Jugoslaviji. Bil je pobudnik in soorganizator mednarodnih strokovnih posvetov med katerimi so bili najbolj odmevni: Tourism and Borders (1978), Ethnicity and Geography (1993), Sonaravni razvoj v slovenskih Alpah in sosedstvu (1998), Political Geography in the 21th Century - Understanding the Place - Looking Ahead (2000), Borders in Southeastern Europe (2004), Remapping the Southern Tier of Post Socialist States (2004), Globalized Europe (2005), The Western Balkans: A European Challenge. On the Decenial of the Dayton Peace Agreement (2006), Dark Tourism: Post-WW1 Destinations of Human Tragedies and Opportunities for Tourism Development (2014). Poleg uredništva zbornikov, ki so bili rezultat navedenih posvetov, je bil dolgoleten član uredniških odborov strokovnih revij Dela, GeoJournal in Annals of Tourism Research. Leta 2008 je dal pobudo za strokovna srečanja geografov alpsko-jadranskega prostora, ki potekajo pod okvirnim nazivom Adriatic Forum.

## Priznanja
Leta 1996 je bil izvoljen v 50 člansko Mednarodno akademijo za turistične študije (IAST - International Academy for Studies in Tourism);
Prejel je številna priznanja in nagrade:
- Štipendijo DAAD - Nemške službe za mednarodno izmenjavo (1975) ter študijsko (1981) in raziskovalno (1991) štipendijo Fulbrightovega sklada;
- Veliko priznanje Filozofske fakultete Univerze v Ljubljani za uspešno znanstveno, pedagoško in strokovno delo (1999);
- Naziv Ambasador Republike Slovenije v znanosti za raziskovalne dosežke s katerimi je prispeval k povečanju mednarodnega ugleda Republike Slovenije (2005)[2];
- Naziv Častni član ÖGG (Avstrijska geografsko društvo) - kot dekanu Fakultete za humanistične študije za posebne zasluge pri ohranjanju strokovnih stikov z avstrijsko geografijo in za vzpostavitev in utrditev čezmejnega sodelovanja univerz alpsko-jadranskega prostora (Avstrije, Italije in Slovenije) (2006);
- Diplomo za častno članstvo v Zvezi geografov Bosne in Hercegovine (2008);
- Naziv Glasnik znanosti za življenjsko delo znanstvenika, ki ga podeljuje Znanstvenoraziskovalno središče Univerze na Primorskem (2010);
- Zlato plaketo ZGS - Zveze geografov Slovenije za dolgoletno, prizadevno in uspešno delo pri razvoju in uveljavljanju geografije doma in v svetu (2009);
- Zlato plaketo UP - Univerze na Primorskem za življenjsko delo (2014)[3];
- Naziv Dopisni član Südost-Europa Gesellschaft (Društvo za proučevanje jugovzhodne Evrope) (2015);
- Melikovo priznanje za življenjsko delo in prispevek k razvoju slovenske geografije, ki ga podeljuje Zveza geografov Slovenije (2015)[4];
- Naziv Zaslužni profesor Univerze na Primorskem za vodenje dveh fakultet ter izjemno pedagoško, znanstveno in strokovno delo (2017)[3].

## Izbrana bibliografija
Bibliografija (1970 - 2017) dr. Anton Gosarja obsega 547 enot. Izbrane razprave utemeljujejo njegovo raziskovalno delo:
- Einfluss des Tourismus auf die Wandlung der Grenzregionen in Slovenien (Vpliv turizma na preobrazbo obmejnih območij v Sloveniji). Tourism and Borders. Frankfurt, 1979: str. 25 - 30;
- Wanderungszyklen nach und aus Slowenien mit besonderer besonderer Berücksichtigung der Arbeitsaufnahme im Ausland (Migracijski cikli v in iz Slovenije s posebnim ozirom na zaposlovanja v tujini). Beiträge zur Landeskunde von Friaul-Julisch Venetien, Kärnten und Slowenien. Klagenfurt, 1983: str. 57 - 66;
- Die räumlichen Probleme der Zweitwohnsitze in den slowenischen Alpen (Krajinska problematika sekundarnih počitniških bivališč v slovenskih Alpah). Raumstrukturen der randalpinen Bereiche Bayerns und Sloweniens. Regensburg, 1984: str. 103 - 114;
- Impacts of some changes in the landholding structure in the Slovenian alpine region - the case of second homes (Učinki sprememb lastništva v slovenski alpski pokrajini - primer sekundarnih počitniških bivališč). Geographica Iugoslavica, 1989: str. 196 - 211;
- Structural impact of international tourism in Yugoslavia (Strukturne spremembe, ki jih je v Jugoslaviji sprožil mednarodni turizem). GeoJournal, 1989: str. 277 - 283;
- Die Schlüsselprobleme in den Slowenischen Alpen und die Zukunft der Alpen aus jugoslawischer Sicht (Ključni problemi slovenskega alpskega sveta in prihodnost Alp iz jugoslovanskega zornega kota). Mitteilungen der Naturforschenden Gesellschaft. Bern, 1990: str. 119 - 133;
- The nature and impact of Yugoslav migration streams to Slovenia (Struktura in učinki jugoslovanskih migracij v Slovenijo). Transactions of the Missouri Academy of Science, 1991: str. 21 - 28;
- A blessing in disguise? (Zastrti blagoslov?). Naturopa, 1993: str. 20 - 21;
- Nationalities of Slovenia - changing ethnic structures in Central Europe (Narodnosti Slovenije - spremenjena etnična struktura v Srednji Evropi). GeoJournal, 1993: str. 215 - 223;
- Les Nationalites en Slovenie: changement dans la structure ethnic en Europe centrale (Narodnosti Slovenije: spremembe v etnični strukturi Srednje Evrope). Espace populations societes, 1994: str. 311 - 321;
- Socialno-geografske značilnosti Slovenije in pogled v prihodnost. Slovenija po letu 1995: razmišljanja o prihodnosti. Ljubljana, 1995: str. 44 - 66;
- Geography in Slovenia (Geografija v Sloveniji). Slovenia: a gateway to Central Europe. Ljubljana, 1996: str. 92 - 96.
- Slovenian responses to new regional development opportunities (Slovenski odgovori na nove razvojne možnosti v regiji). Reconstructing the Balkans: a geography of the New Southeast Europe. Chichester, 1996: str. 99 - 108.
- Slovenija, Turistični vodnik (soavtorstvo osnovnega teksta z dr. Matjažem Jeršičem). Ljubljana, 1996: 704 str.
- Probleme der Grenzziehung zwischen Kroatien und Slowenien (Problematika določitve mejne črte med Hrvaško in Slovenijo). Grenzen und Grenzregionen in Südosteuropa, Neustadt b. Coburg, 1998: 33 - 50.
- Zrno do zrna pogača, kamen na kamen (turistična) palača: nadnacionalna raba naravnih in kultrnih virov- temelj sonaravnega turističnega razvoja ob tromeji Italije, Avstrije in Slovenije. Sonaravni razvoj v slovenskih Alpah in sosedstvu / Dela 13. Ljubljana, 1999: str. 27 - 46.
- The Shatter Belt and the European core: a geopolitical discussion on the untypical case of Slovenia (Pas črepinj in osrčje Evrope: geopolitična razprava o slovenski izjemi). GeoJournal, 2000: str. 107 - 117
- The new Europe (Nova Evropa), GeoJournal/Boston, Dordrecht, London, 2001: str. 83 - 162;
- Sowenien im Vorfeld der EU-Erweiterung aus geographischer Sicht (Slovenija prednjači v procesu širitve EU - geografski pogled). Zwischenbilanz der EU:Osterweiterung - Slowenien, Slowakei und Tschechien als Beispeile. Tübingen, 2001: str. 71 - 84;
- Ameriški sen = evropski sen?. Geografija v šoli, 2002: str. 16 - 23.
- The recreation use and abuse of the coastline of Slovenia (Turistična raba in zloraba obalnega območja v Sloveniji). Sustainable coastal Management. Boston/Dordrecht/London, 2002: str. 199 - 200;
- European Geography (Evropska geografija). Geography in America at the dawn of the 21st century. Oxford/New York, 2003: str. 679 - 690;
- Tourismus in Istrien (Turizem v Istri). Geographie der Freizeit und des Tourismus. München/Wien, 2003: str. 617 - 628;
- The cross-border brick-laying concept in the Alpen-Adria region (Koncept čezmejnega polaganja opek v alpsko-jadranskem prostoru). Borders 3 working papers, Trieste, 2005: p. 45 - 56;
- The impact of the creation of two nation-states (Slovena and Croatia) on tourism in Istria (Učinki oblikovanje dveh nacionalnih držav - Slovenije in Hrvaške - na turizem v Istri. Tourism development: issüs for a vulnerable industry. Clevedon/Buffalo/London, 2005: str. 193 - 214;
- Sustainable tourism perception in the European Alps: examples from Italy and Slovenia (Sprejemanje koncepta trajnostnega turizma v Alpah: primeri iz Italija in Slovenije). Mountain resort planning and developmentin an era of globalization. New York/Sydney/Tokyo, 2006: str. 108 - 121;
- Tourismus in den postsozialistischen Ländern Südosteuropas: Trends und Herausforderungen (Turizem v postsocialističnih deželah JV Evrope: trendi in izzivi). Wirtschaftsegographische Studien, 2006: str. 113 - 140;
- Razvojne karakteristike i izazovi turizma u Jugoistočnoj Evropi s posebnim naglaskom na Sloveniju (Razvojne značilnosti in izzivi turizma v JV Evropi s posebnim ozirom na Slovenijo). Acta turistica nova. Zagreb, 2007: str. 127 - 154;
- Slowenien in Raum und Zeit: einige ausgewählte Merkmale eines jungen EU-Nationalstaates (Slovenija v času in prostoru: nekatere izbrane značilnosti mlade države Evropske zveze). Slowenien: Transformationen und kleinräumige Vielfalt. Frankfurt/Main, 2008: str. 20 - 41;
- Gaming Tourism in the context of modern tourist flows (Igralniški turizem v kontekstu sodobnih turističnih trendov). Integrated resort casinos: implications for economic growth and social impacts. Reno, 2009: str. 193 - 2005;
- Spa - another successful tourism product in East Central Europe (Zdravilišča - uspešen turistično proizvod vzhodne Centralne Evrope). Moravian geographical reports, 2010: str. 14 - 22;
- Die Nationalitätenstruktur des Übermurgebietes (Prekmurje) - eine zeiträumliche Betrachtung der deutschen Volksgruppe (Strukture prebivalstva v Prekmurju - časovni prikaz poselitev nemške narodnosti). Historische Regionen und ethnisches Gruppenbewusstsein in Ostmittel- und Südosteuropa. Danubia Carpatica. München, 2010: str. 379 - 401.
- From ethnic to national: political geography in Slovenia (Od etnije do nacije: politična geografija v Sloveniji). Geographical tidbits from Slovenia. Ljubljana, 2012: str. 219 - 226.
- Border puzzle: the results of disintegration and EU integration processes on the territory of the former Yugoslavia (Mejna sestavljanka: rezultati procesov dezintegracije in EU integrative na ozemlju nekdanje Jugoslavije). Eurasia border review, 2012: str. 81 - 100.
- Tourism in post-socialist countries of south-eastern Europe: trends and challenges  (Turizem v postsocialističnih deželah JV Evrope: trendi in izzivi). The Routledge handbook of tourism research. London/New York, 2012: str. 373 -391;
- How have I become European (Kako sem postal Evropejec). International Zeitschrift: informative analysis on international events and the political philosophies behind them, London, 2013: str. 20 - 25;
- Tourism in Slovenia (Turizem v Sloveniji). Le pagine di risposte turismo. Venezia, 2014: str. 2 - 23;
- The concept of dark tourism (Izhodišča za proučevanje temačnega turizma). Dark tourism: post-WW1 destinations of human tragedies and opportunities for tourism development. Koper - Capodistria, 2015: str. 17 - 140;
- The Simplon-Orient Express: multiple identities in the everchanging Central-European landscape (Simplon-Orient ekspres: pestre identitete v konstantno spreminjajoči se pokrajini Srednje Evrope). 10 years of EU eastern enlargement: the geographical balance of a courageous step. Wien, 2017: str. 49 - 64;